# Lasianthus longipedunculatus
Lasianthus longipedunculatus là một loài thực vật có hoa trong họ Thiến thảo. Loài này được R.Parker mô tả khoa học đầu tiên năm 1925.